# Gibson Thunderbird

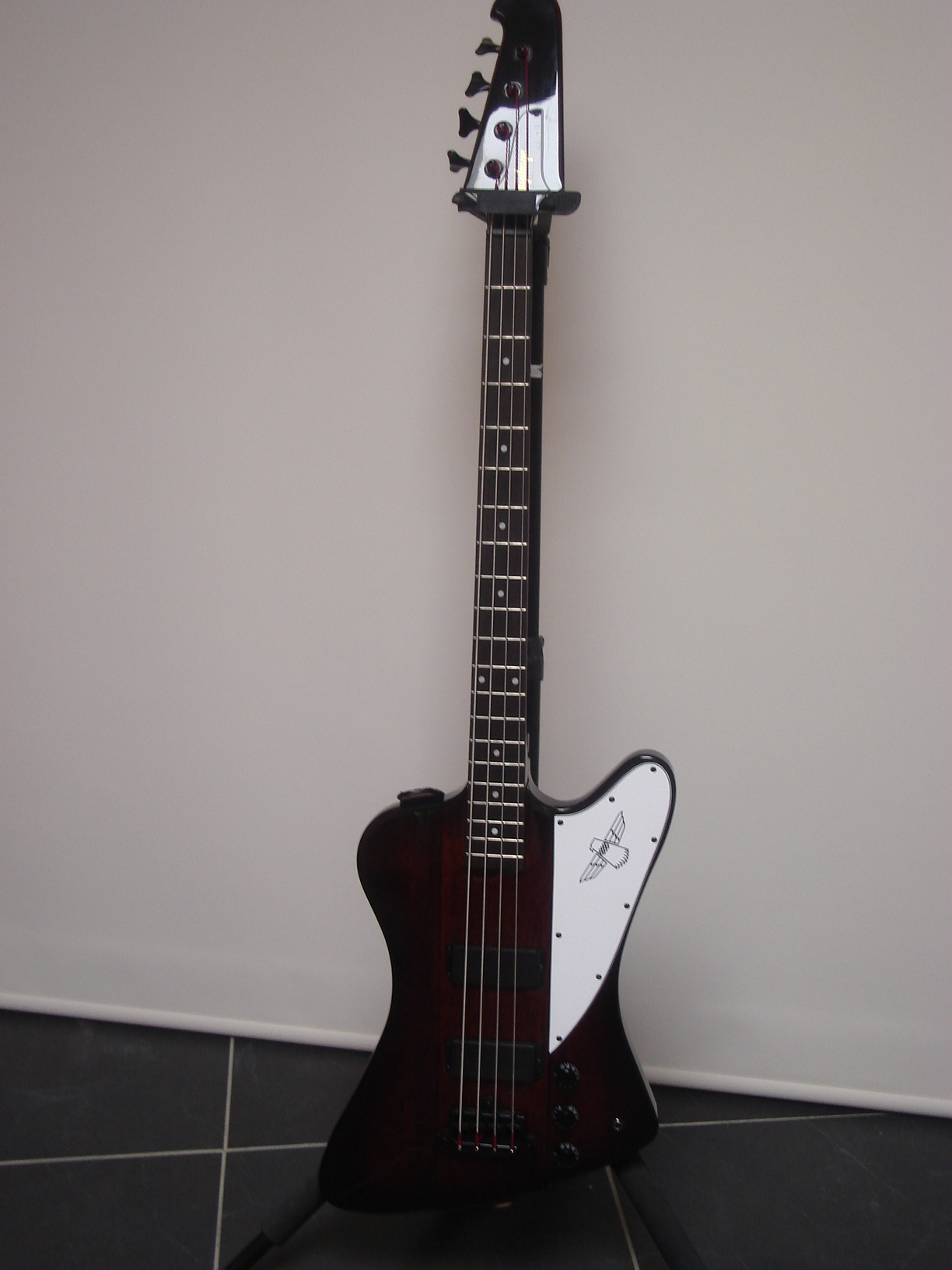
Um exemplar thunderbird

Gibson Thunderbird é um modelo de baixo elétrico feito pela empresa americana Gibson.

## Criação
O Gibson Thunderbird foi criado em 1963; na época, a Fender era a empresa líder no mercado de baixos elétricos desde sua introdução do Precision Bass, doze anos antes.
O Thunderbird foi projetado pelo designer de automóveis Raymond H. Dietrich (Chrysler, Lincoln, Checker), juntamente com a guitarra Firebird, ambos parecidos em design, construção e no nome.

## Design e construção
O Thunderbird, como a sére Rickenbacker 4000, e como a guitarra Firebird, tinha uma construção na qual o braço do instrumento se estende por todo o comprimento do corpo. Enquanto os baixos anteriores da Gibson tinham uma escala curta, de 30½", o Thunderbird tinha uma escala de 34", igual a usada nos baixos da Fender.
Originalmente foram lançados dois modelos do Thunderbird: o Thunderbird II, com um captador, e o Thunderbird IV, com dois.

## Especificações
- Modelo:Thunderbird IV Bass
- Captadores:Dois Humbuckers TB Plus ceramic magnet redesenhados
- Ferragens:Preto
- Extensão da Escala:34"
- Escala/Encrustrações:Jacarandá, 20 trastes/ponto
- Frisos:Não
- Ponte:Nove folhas de mógno e nogueira na junção
- Braço-corpo:detalhe de mogno
- Notas de material:Classic White, Ebony, Vintage Sunburst
- Acabamento:Antique Natural, Ebony, Heritage cherry sunburst